# Jaturong Pimkoon
Jaturong Pimkoon (thailändisch จาตุรงค์ พิมพ์คูณ, * 3. September 1993 in Bangkok) ist ein thailändischer Fußballspieler.

## Karriere

### Verein
Jaturong Pimkoon erlernte das Fußballspielen in der Jugendmannschaft vom Zweitligisten Bangkok FC in Bangkok. Hier unterschrieb er  2011 auch seinen ersten Profivertrag. 2013 wechselte er zum Erstligisten BEC Tero Sasana FC, dem heutigen Police Tero FC. Der Verein ist ebenfalls in Bangkok beheimatet. 2012 wurde er die Rückserie an den Drittligisten Kasem Bundit University FC ausgeliehen. Die Hinserie 2013 wurde er von seinem ehemaligen Club Bangkok FC ausgeliehen. 2018 stieg er mit Police in die zweite Liga, ab. Ein Jahr später erfolgte der sofortige Wiederaufstieg. Nach 94 Spielen wechselte er im August 2021 zum Drittligisten Kabin United FC. Mit dem Klub spielte er 29-mal in der Eastern Region der Liga. Im Dezember 2022 unterschrieb er einen Vertrag beim Zweitligisten Chainat Hornbill FC. Für den Verein aus Chainat bestritt er elf Ligaspiele. Nach der Saison wurde sein Vertrag im Sommer 2023 nicht verlängert. Zu Beginn der Saison 2023/24 unterschrieb er im Sommer 2023 einen Vertrag beim Drittligaaufsteiger Prachinburi City FC. Mit dem Verein aus Prachinburi spielte er elfmal in der Eastern Region der Liga. Am Ende der Saison 2023/24 musste er mit dem Verein als Tabellenletzter in die vierte Liga absteigen.

### Nationalmannschaft
Von 2011 bis 2012 spielte Jaturong Pimkoon achtmal in der thailändischen U-19-Nationalmannschaft. Fünfmal trug er das Trikot der U-23-Nationalmannschaft. 

## Erfolge

### Verein
BEC Tero Sasana/Police Tero FC
- Thailändischer Ligapokalsieger: 2014
- Toyota Premier Cup-Sieger: 2015
- Thailändischer Zweitligavizemeister: 2019  ▲

### Nationalmannschaft
Thailand U-19
- 2011 – AFF U-19 Youth Championship – Sieger